# Prodidomus capensis
Espèce
Prodidomus capensis est une espèce d'araignées aranéomorphes de la famille des Prodidomidae.

## Distribution
Cette espèce est endémique d'Afrique du Sud. Elle se rencontre au Cap-Occidental et au Cap-Oriental.

## Description
La femelle holotype mesure 6,8 mm.
Les femelles mesurent de 4,8 à 6,4 mm.

## Systématique et taxinomie
Cette espèce a été décrite par Purcell en 1904.

## Étymologie
Son nom d'espèce, composé de cap et du suffixe latin -ensis, « qui vit dans, qui habite », lui a été donné en référence au lieu de sa découverte, Le Cap.

## Publication originale
- Purcell, 1904 : « Descriptions of new genera and species of South African spiders. » Transactions of the South African Philosophical Society, vol. 15, no , p. 115-173.